# Qotb al-Din Chirazi
Qoṭb al-Din Maḥmud b. Żiā' al-Din Mas'ud b. Moṣleḥ, dit Qoṭb al-Din al-Širāzi, est un médecin, astronome, mathématicien, philosophe, théologien, également soufi et poète, perse, né à Chiraz en octobre 1236, mort à Tabriz le 7 février 1311.

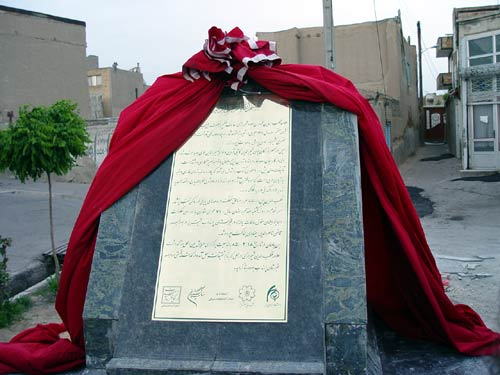
Tombe de al-Shirazi's

## Biographie
Son père, Żiā' al-Din Mas'ud Kāzeruni (originaire de Kazerun), était un médecin renommé enseignant et pratiquant (comme ophthalmologiste) à l'hôpital Moẓaffari de Chiraz, et une grande figure du soufisme. Qoṭb al-Din reçut son premier ḵerqa (robe de soufi) des mains de son père à l'âge de dix ans. Il devait en recevoir un second plus tard de Najib al-Din 'Ali b. Bozḡoš Širāzi, un célèbre shaikh soufi de l'époque.
Il étudia la médecine, d'abord auprès de son père, et après la mort de celui-ci quand il avait quatorze ans, après de son oncle Kamāl al-Din Abu'l-Ḵayr et d'autres maîtres de Chiraz. Cet enseignement avait pour support le Canon d'Avicenne et ses commentaires, notamment celui de Faḵr al-Din Rāzi, que le jeune Qoṭb al-Din discuta sur plusieurs points, ce qui le conduisit très tôt à l'idée de produire son propre commentaire. 
Dès la mort de son père, malgré son jeune âge, il hérita de son poste d'ophthalmologiste à l'hôpital Moẓaffari, mais dix ans plus tard, à vingt-quatre ans, il abandonna la pratique médicale pour se consacrer exclusivement à l'étude. Peu après, vers 1262, il quitta Chiraz pour se rendre à Maragha, où l'Ilkhan mongol Houlagou venait de fonder un grand centre d'étude, avec notamment un observatoire, dont il avait confié la direction à Nasir ad-Din at-Tusi. Se faisant le disciple de ce dernier, Qoṭb al-Din étudia auprès de lui le Kitāb al-išārāt wa'l-tanbirāt' (en) (Livre des directives et remarques) d'Avicenne, et il discuta avec lui des difficultés que lui posait le premier livre du Canon. Collaborant aussi à l'observatoire, il put acquérir une très bonne formation en astronomie.

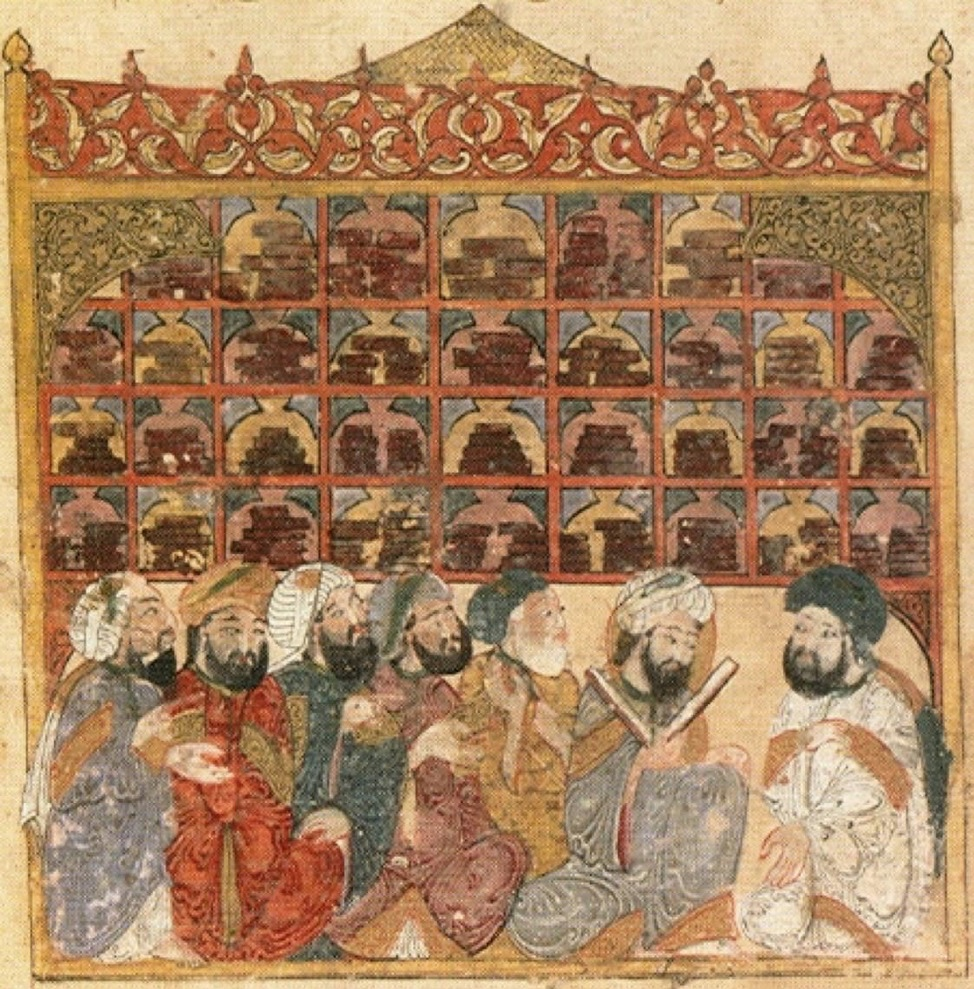
Librairie de Bagdad. Des étudiants sont réunis auprès de leur professeur.

Mais il ne resta pas très longtemps à Maragha : il se rendit dans le Khorasan en compagnie de Nasir ad-Din, et dans la ville de Jovayn il rencontra un autre philosophe fameux de l'époque, Najm al-Din Kātebi Qazvini (en), dont il devint l'assistant. Un peu plus tard (après 1268), il entama un grand voyage qui le conduisit d'abord à Qazvin, puis à Ispahan, puis à Bagdad, où il étudia dans la fameuse médersa Nizāmīyya. Ensuite il se rendit à Konya, où il aurait rencontré Jalāl al-Din Rumi (mort en décembre 1273). Il s'y fit surtout le disciple de Ṣadr al-Din Qunawi, lui-même fils adoptif d'Ibn 'Arabi, et correspondant de Nasir ad-Din at-Tusi. Après la mort de ce maître soufi (1274), Qoṭb al-Din fut nommé juge (qāżi) à Sivas et à Malatya. C'est à cette époque qu'il commença à rédiger ses principaux ouvrages.
En 1282, il était à Tabriz, où l'Ilkhan Teküder le chargea d'une mission diplomatique en Égypte, auprès du sultan mamelouk Sayf al-Din Qalāwun ; dans la lettre de mission, Qoṭb al-Din est qualifié de « juge suprême » (aqża'l-qożāt). Son séjour au Caire fut important dans l'élaboration de son œuvre, car il lui donna notamment accès à de nouveaux commentaires du Canon, et c'est en 1283 qu'il commença à rédiger son propre commentaire, qui devait l'occuper le reste de sa vie.
Après un bref séjour en Syrie, où il prodigua un enseignement sur le Canon et sur le Kitāb al-šifā' d'Avicenne, il revint à Tabriz où il vécut ensuite jusqu'à sa mort. Il y fut en relations avec des figures importantes de l'époque, comme le vizir, écrivain et mécène Rashid al-Din. Il mourut en 1311, après une période de quatorze ans de quasi-réclusion, exclusivement consacrée à l'écriture. Sa passion de l'étude et de la connaissance est restée proverbiale en Iran. Il était aussi un maître du jeu d'échecs, et en musique un joueur de rabāb.

## Œuvre
- En géométrie :
  - traduction en persan du Tahrir Usul Uqilidus (Recension des Éléments d'Euclide) de Nasir ad-Din at-Tusi ;
  - Risāla fi harakat al-dahraja wa'l nisba bayn al-mustawi wa'l-munhani (Traité sur le mouvement cycloïde et sur le rapport entre la droite et la courbe).
- En astronomie :
  - Nihāyat al-idrak fi dirāyat al-aflāk (Limite de la compréhension dans la connaissance des cieux), principal traité astronomique, en quatre chapitres, achevé en 1281 ;
  - Iḵtiyārāt-i moẓaffari (Sélections de Mozaffar), synopsis en persan du précédent, également en quatre chapitres ;
  - Al-Tuhfat al-Shāhiyya fi'l-hay'a (Le présent royal sur l'astronomie), complément du Nihāya, rédigé en 1284.
- En médecine :
  - Kitāb nuzhat al-hukamā wa rawdat al-atibba (Livre du délice des sages et du jardin des médecins) ou Sharh kulliyyat al-qanun (Commentaire sur les principes du Canon), commentaire en cinq volumes du livre I du Canon d'Avicenne, un des ouvrages les plus importants dans son genre, laissé inachevé, dédié à Sa'd al-Din, vizir de l'Ilkhan Ghazan[3] ;
  - Sharh al-Urjūza, commentaire sur le Canticum d'Avicenne ;
  - Risāla fī'l-baras (Traité sur la lèpre).
  - Risāla fī bayān al-hāja ila'l-tibb wa-ādab al-atibbā wa-waṣāyāhum (Traité sur l'explication de la nécessité de la médecine et sur les manières et devoirs des médecins).
- Ouvrages philosophiques et encyclopédiques :
  - Durrat al-tāj li ghurrat al-dībāj fī'l-hikma (Perles de la couronne, meilleure introduction à la sagesse), encyclopédie avec une introduction sur la connaissance et la classification des sciences, cinq livres sur la logique, la métaphysique, la philosophie naturelle, les mathématiques et la théodicée, et une conclusion en quatre parties sur la religion et la mystique (essentiellement exposé de la philosophie aristotélicienne, et compilation d'auteurs comme Thabit ibn Qurra, Farabi, Avicenne, Sohrawardi) ;
  - Sharh Hikmat al-ishrāq (Commentaire de la Théosophie de l'Orient de Sohrawardi), commentaire le plus connu de l'ouvrage du grand mystique ;
  - Sharh al-najāt, commentaire du Livre de la délivrance d'Avicenne.
- Religion :
  - Fatḥ al-mannān fī tafsir al-Qor'ān, commentaire global du Coran en quarante volumes.

Qoṭb al-Din a également écrit sur la rhétorique, la grammaire et le droit. Il est d'autre part l'auteur de poèmes.

## Pensée
Qoṭb al-Din appartient à la lignée des penseurs iraniens allant de Sohrawardi à Molla Sadra qui a remis à l'honneur l'œuvre d'Avicenne après les attaques d'al-Ghazali, mais en donnant une place centrale à la sagesse « illuminative » de Sohrawardi. Avec son maître Nasir ad-Din at-Tusi, il est considéré comme le plus important penseur iranien entre Sohrawardi et Molla Sadra. Son Durrat al-tāj a été en Iran l'exposé classique de l'aristotélisme. Il a inauguré une synthèse entre le kalam, la philosophie d'Avicenne, la théosophie de Sohrawardi et, par l'entremise de Ṣadr al-Din Qunawi, la gnose d'Ibn Arabi.
Il peut également être rangé dans la tradition pythagoricienne, attribuant aux mathématiques une signification métaphysique. Sans doute sous l'influence de la pensée « illuminative » de Sohrawardi, avec le rôle éminent qu'elle donne à la lumière, il a restauré dans le monde musulman l'intérêt pour l'optique, discipline délaissée depuis la mort d'Alhazen : il s'est notamment intéressé au phénomène de l'arc-en-ciel, et est considéré comme le premier à l'avoir expliqué correctement. Il introduisit d'ailleurs une nouvelle science appelée « science de l'arc-en-ciel » (qaws qazalt). Il expose également une théorie de la vision dans son commentaire de Sohrawardi ; il y considère d'ailleurs la lumière comme l'origine de tout mouvement, et des phénomènes météorologiques. L'opposition de la lumière et de l'ombre, plutôt que l'hylémorphisme d'Aristote, domine ici sa physique. Il faut rappeler qu'à l'origine, comme son père, il était ophthalmologiste.
En astronomie, Qoṭb al-Din a joué un rôle important, à Maragha, dans les observations qui ont mené à l'établissement des Tables ilkhaniennes. Il en parle avec précision dans son traité. Comme son maître Nasir ad-Din at-Tusi, il cherche à corriger un défaut fondamental du système de Ptolémée, à savoir que le mouvement des planètes ne se conformait pas forcément à un modèle uniforme et circulaire. Il travailla plusieurs années pour parvenir à un modèle géométrique satisfaisant pour les différentes planètes. Ces travaux de l'école des astronomes de Maragha ont préparé la voie de ceux de Regiomontanus et ensuite de Copernic, tout en restant bien sûr dans une conception géocentriste.
En médecine, Qoṭb al-Din a été très connu pour son commentaire du premier livre du Canon d'Avicenne, qui a été un ouvrage de référence pendant plusieurs siècles dans le monde musulman, et qui a joué un grand rôle dans la diffusion de la médecine avicennienne, notamment en Inde.